# Дан (нафтогазове родовище)
Дан — нафтогазове родовище у данському секторі Північного моря. За запасами нафти — 1,077 млрд барелів — найбільше родовище в історії Данії. За запасами газу займає третє місце з показником 27 млрд м³.

## Характеристика
Відкриття родовища сталось у 1971 році на глибині 1850 метрів під дном моря. Вуглеводні містяться у відкладеннях епохи крейди та третичного періоду. Колектор — крейда з високою пористістю але низькою проникністю. Родовище складається з трьох блоків: А, В та Західний. Над кожним із блоків А та В розташована значна газова шапка.
Експлуатація Дану почалась у 1972-му. Всього тут було встановлено 11 платформ, зібраних у дві групи:
- східна, що складається з процесингової платформи В, до якої під'єднані платформи для фонтанних арматур А, D і Е та факельна башта С;
- західна, де встановлено 3 процесингові платорми  FC (одночасно виконує функції житлової), FF (також використовується для розміщення фонтанних арматур) та FG, 3 платформи для фонтанних арматур FA, FB і FE, та факельна башта FD.

Об'єкти східної групи встановлені у 1972-1977 роках, західної — починаючи з 1987-го.
Для збільшення нафтовилучення застосовується метод підтримки пластового тиску шляхом заводнення. Пілотний проект у цьому напрямку реалізували у 1990 році, а починаючи з 1995-го почалось широкомасштрабне використання методу. У блоці А використовувались вертикальні свердловини, завершення яких провадилось з використанням методу гідророзриву. Для блока В характерні горизонтальні свердловини та застосування гідророзриву і кислотної обробки. Нарешті, на ділянці Дан Західний використали технологію горизонтальних паралельних видобувних та водонагнітальних свердловин, яка надала кращі серед усіх варіантів результати. У 2005 році на родовищі встановлена платформа FG, призначена для проведення комплексу операцій, пов'язаних із заводненням. Вона може нагнітати воду під тиском до 300 атмосфер. На платформі встановлені турбіни потужністю 55 МВт.
За допомогою інфраструктури Дану обслуговують також два родовища-сателіта: Крак (розробляється з 1991) та Регнар (з 1993). Вони підключені до платформи FA через мультифазні трубопроводи, а на Крак також подається вода з платформи FF. Так само остання платформа забезпечує водою для проведення заводнення розташоване північніше велике родовище Халфдан, продукція якого в свою чергу надходить на FG (мультифазний трубопровід) та FF (два газопроводи).
Збірана на Дані продукція спрямовується:
- нафтопроводом довжиною 26 км та діаметром 250 мм до родовища Горм, від якого прокладено до берегового терміналу 330-кілометровий нафтопровід діаметром 500 мм;
- газопроводом довжиною 33 км та діаметром 300 мм до процесингового центру на родовищі Тіра, звідки газ може надходити у Данію або Нідерланди.

У 2014 році видобуток газу на родовищі Дан склав 0,408 млрд м³, що становило майже 10 % від загальноданського виробництва.